# 圣萨蒂南 (洛泽尔省)
圣萨蒂南（法語：Saint-Saturnin，法語發音：[sɛ̃ satyʁnɛ̃]）是法国洛泽尔省的一个市镇，属于芒德区。

## 地理
圣萨蒂南（44°24'41"N, 3°11'18"E）面积9.14 平方千米，位于法国奧克西塔尼大區洛泽尔省，该省份为法国南部内陆省份，北起上盧瓦爾省和康塔爾省，西接阿韦龙省，南至加尔省，东临阿尔代什省。
与圣萨蒂南接壤的市镇（或旧市镇、城区）包括：拉卡努尔格、拉蒂约勒、巴纳萨克-卡尼亚克。

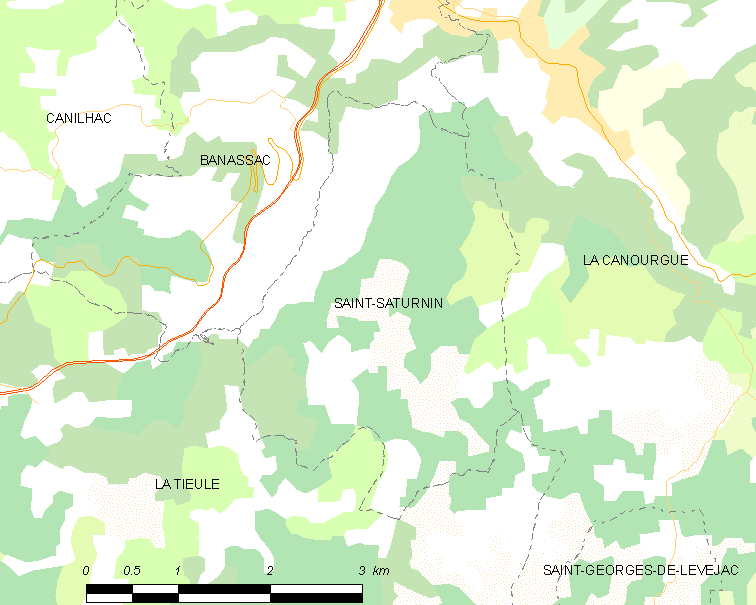
的OSM定位图

圣萨蒂南的时区为UTC+01:00、UTC+02:00（夏令时）。

## 行政
圣萨蒂南的邮政编码为48500，INSEE市镇编码为48181。

## 政治
圣萨蒂南所属的省级选区为拉卡努尔格县。

## 人口

1962-2008年间人口变化图示

圣萨蒂南于2022年1月1日时的人口数量为58人。